# Buon anno!
Buon anno! è un cortometraggio del 1909 diretto da Arrigo Frusta.

## Trama
È il primo giorno dell’anno, un uomo si sta preparando per uscire di casa e tutte le persone che lo incontrano lo salutono chiedendogli soldi ed augurandogli "buon anno". Una volta uscito finalmente di casa, incontra una vecchia signora che anche lei come gli altri gli fa gli auguri; lui infastidito le offre dei soldi ed infuriato se ne va. Finalmente arriva al caffè, si siede al tavolo e apre il giornale; ma anche il cameriere gli fa gli auguri. Arrabbiatissimo butta per terra il tavolino ed esce dal locale. Entra dal barbiere, ma anche questi fanno gli auguri; sempre più infuriato butta tutto giù per terra ed esce. Nell'uscire sbatte contro una signora ed i presenti cominciano ad insultarlo, la situazione degenera in rissa ed l'uomo fugge per le strade inseguito da tutti. Arrivato in una piazza cerca rifugio su una statua, ma arrivano le guardie che lo arrestano. L'uomo adesso si trova in cella, ma anche lì appaiono cartelli per tutta la stanza augurandogli buon anno!

## Restauro
Copia restaurata acquisita dal Museo Nazionale del Cinema di Torino. Intervento realizzato dal Nederlands Filmmuseum di Amsterdam (EYE Film Institute Netherlands) (1994) 